# Armadillidium vulgare
Armadillidium vulgare, conocido popularmente como bicho bola, cochinilla o chanchito, es una especie de crustáceo terrestre de distribución global originaria del área del Mar Mediterráneo, probablemente de la parte oriental.

## Características
El macho tiene 13,6 mm de largo por 6,4 mm de ancho, y la hembra, 15,1 mm por 7,3 mm. Al nacer, las crías carecen de uno de los pares de patas, que surge posteriormente.
Se conocen muchos aspectos de su biología debido a la gran cantidad de estudios sobre la misma. Pueden atacar a orquidáceas, royendo raíces y brotes de hortalizas y causando pérdidas importantes en la agricultura. Realizan desoves periódicos, con un incremento progresivo de la cantidad de huevos por puesta en la hembra adulta.
Son huéspedes intermediarios de Dispharynx nasuta, Acuaria spiralis (ambos de la familia Acuariidae) y de acantocéfalos. Estos últimos, al infectar al A. vulgare, introducen cambios en su conducta, reduciendo su natural fotofobia y proporcionándoles una mayor tendencia a exponerse a la luz solar, conjuntamente con el desarrollo de una coloración diferente de lo normal. Esto garantiza que el ciclo de vida del parásito será completado, con la captura e ingesta del isópodo por el huésped definitivo. También pueden ser parasitados por otros nematodos del género Aneylosiomidae (como Agamonemaiodum armadillonis pillularis o Agamonemaiodum hospes).
El sistema neuro-excretor del órgano-X/glándula sinusal localizado en el protocerebro, es el mayor centro neuroendocrino en el isópodo Armadillidium vulgare. De manera diferente a la molécula de mtDNA de un crustáceo típico, que tiene aproximadamente de 15 a 17 kb, el crustáceo terrestre isópodo Armadillidium vulgare posee un mtDNA atípico de 20 a 24 kb. Los pulmones invaginados del Armadillidium vulgare forman pseudotraqueas, que son interpretadas como una adaptación a la respiración que permite al A. vulgare obtener el 94% de su necesidad normal de oxígeno.

## Como especie exótica invasora
En España, A. vulgare está incluida en el Catálogo Español de Especies Exóticas Invasoras, regulado por el Real Decreto 630/2013, que se aplica para esta especie solamente en Canarias.

## Galería

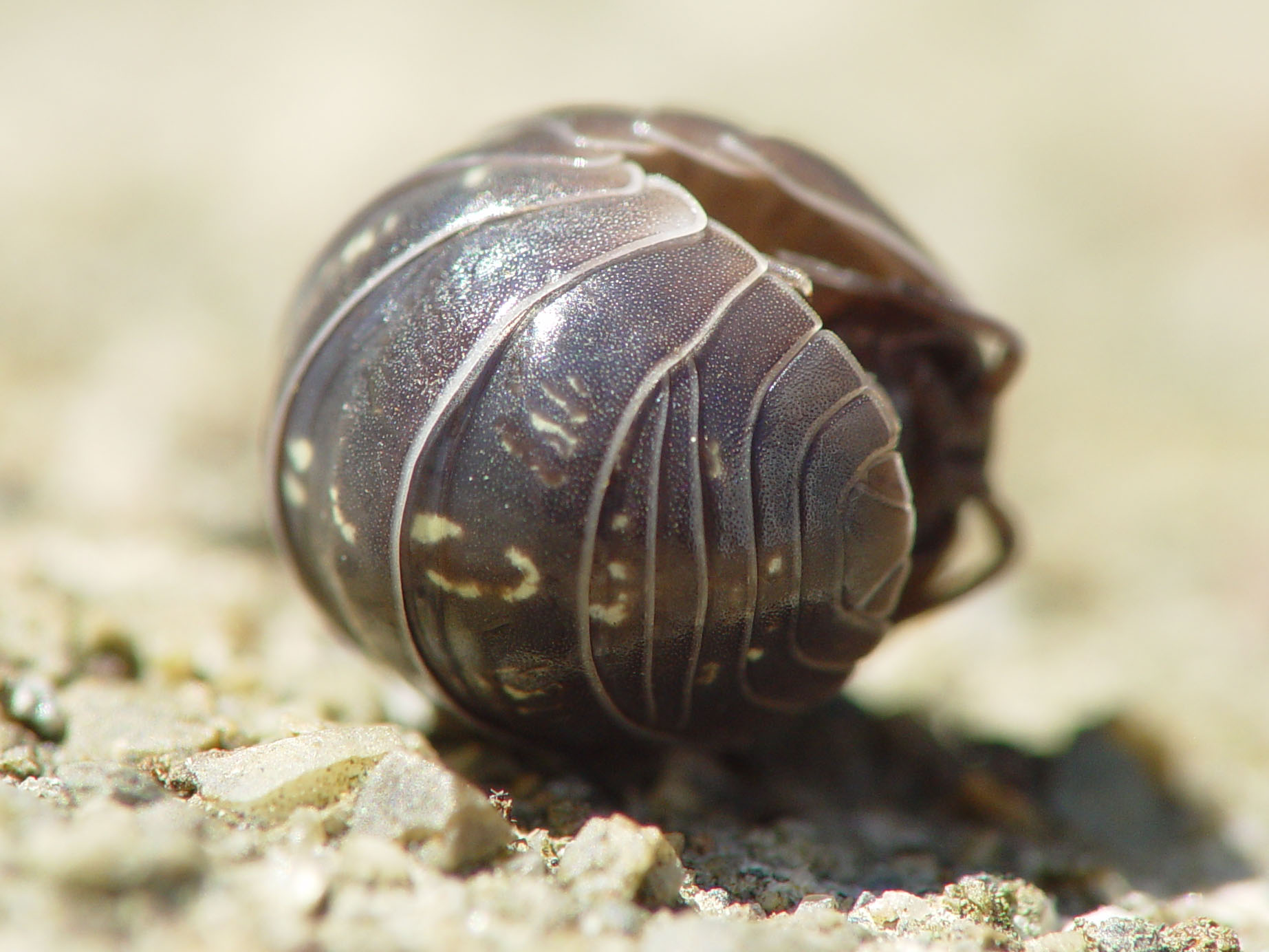
Armadillidium vulgare comienza a desenrollarse de su postura defensiva.
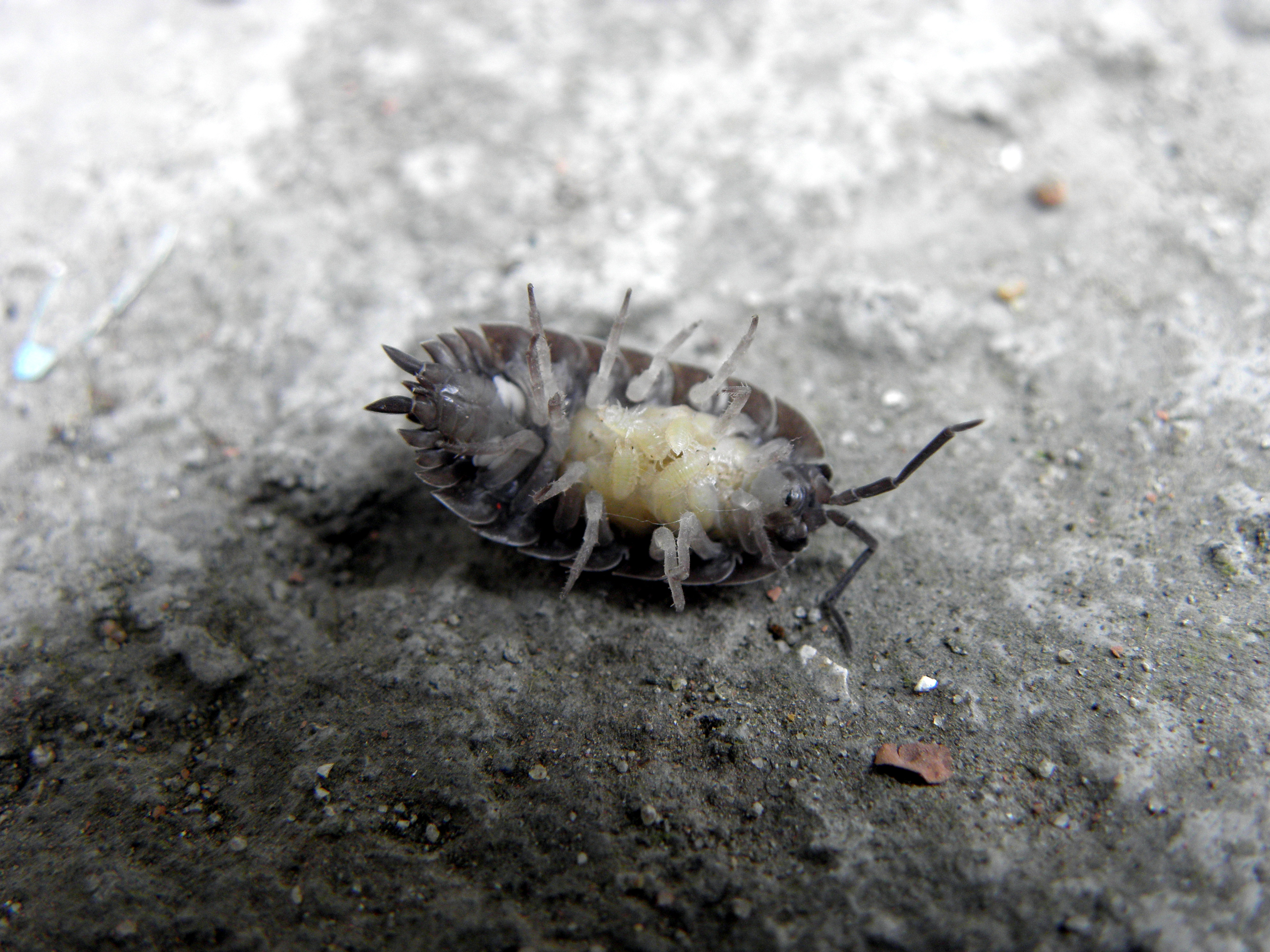
Un isópodo relacionado (chinche) llevando sus crias en el vientre
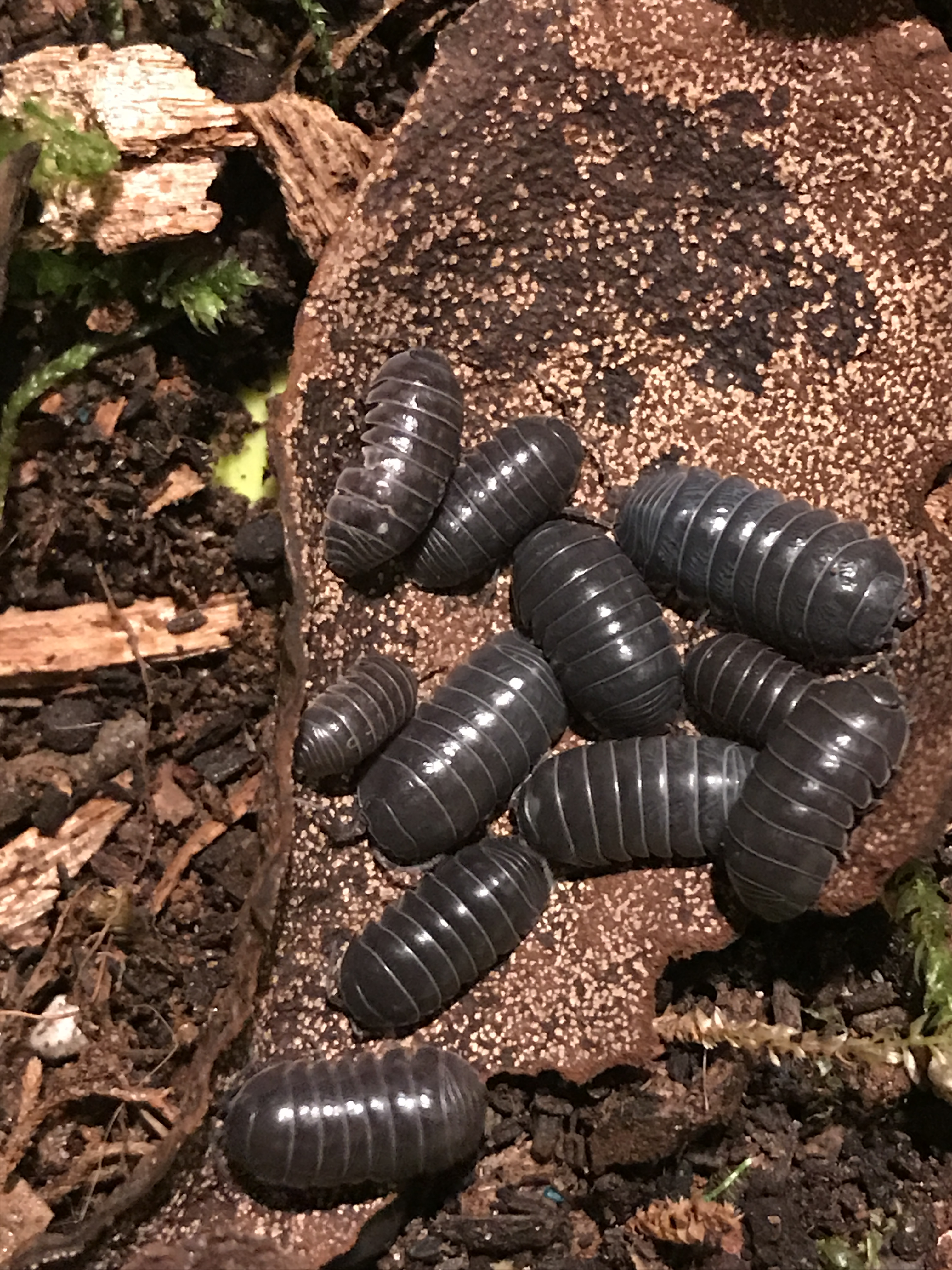
A. vulgare gris sólido en la edad adulta